# نخستین رویارویی‌های اندیشه‌گرایان ایران با دو رویه تمدن بورژوازی غرب
نخستین رویارویی اندیشه‌گرایان ایران با دو رویهٔ تمدن بورژوازی غرب کتابی از عبدالهادی حائری است که در سال ۱۳۶۷ منتشر و در مراسم کتاب سال جمهوری اسلامی ایران به‌عنوان کتاب برگزیده معرفی شد.

## نقد
نقد کوتاهی بر این کتاب از سوی شورای بررسی متون منتشر شده‌است.